# Учурский район
Учурский район — упразднённая административно-территориальная единица в составе Якутской АССР, существовавшая в 1928—1959 годах. Административный центр первоначально размещался в устье реки Учура, позднее был перенесён в посёлок Чагда.

## Население
По данным переписи 1939 года в Учурском районе проживало 3832 чел., в том числе русские — 70,7 %, эвенки — 18,1 %, якуты — 6,4 %, украинцы — 1,7 %, татары — 1,3 %.

## История
Учурский район был образован в 1928 году в составе Якутской АССР.
8 апреля 1939 года Учурский район вошёл в состав Алданского округа Якутской АССР.
По данным 1940 года район включал 4 сельсовета (Алдано-Бытальский, Анаминский, Учуро-Бытальский и Чагдинский).
По данным 1945 года район включал 3 сельсовета (Алдано-Бытальский, Анаминский и Учуро-Бытальский) и рабочий посёлок Чагда.
11 июля 1947 года в связи с упразднением Алданского округа Учурский район перешёл в прямое подчинение Якутской АССР.
В 1959 году Учурский район был упразднён, а его территория передана в Алданский район.